# Klapopteryx kuscheli
Klapopteryx kuscheli är en bäcksländeart som beskrevs av Joachim Illies 1960. Klapopteryx kuscheli ingår i släktet Klapopteryx och familjen Austroperlidae. Inga underarter finns listade i Catalogue of Life.